# Daniel Heinemann (Unternehmer)
Daniel Heinemann (geboren 11. Januar 1809; gestorben 11. Juli 1875) war ein deutscher Unternehmer, Kommunalpolitiker, Mäzen und Vorsteher der jüdischen Gemeinde in Hannover.

## Leben und Wirken

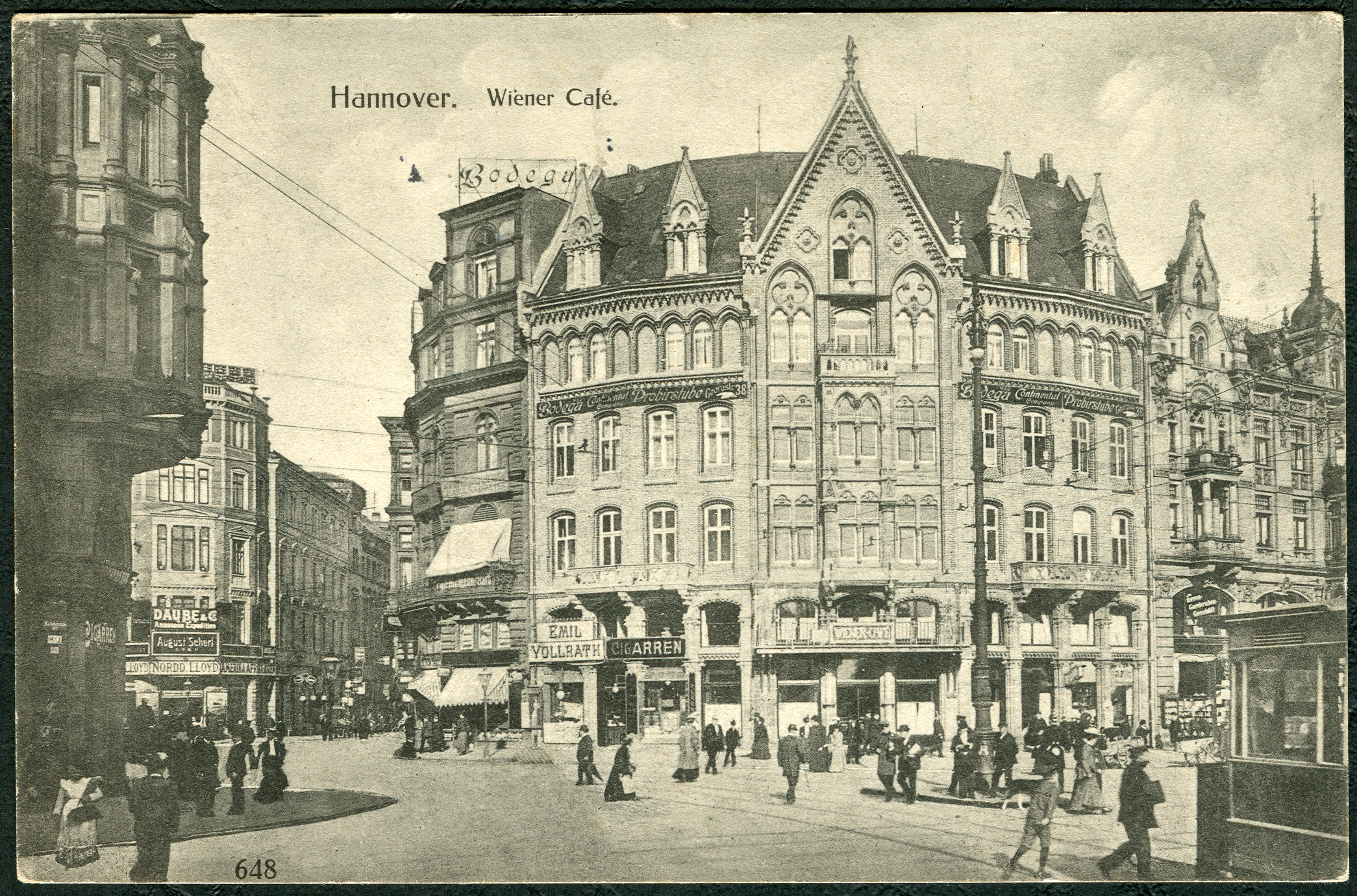
Das 1863 durch Edwin Oppler erbaute Haus Heinemann an der Georgstraße Ecke Bahnhofstraße, hier um 1900 als Wiener Café an Stelle des späteren Kaufhauses Magis (heute: H & M am Kröpcke)
Ansichtskarte Nr. 684, anonymer Fotograf

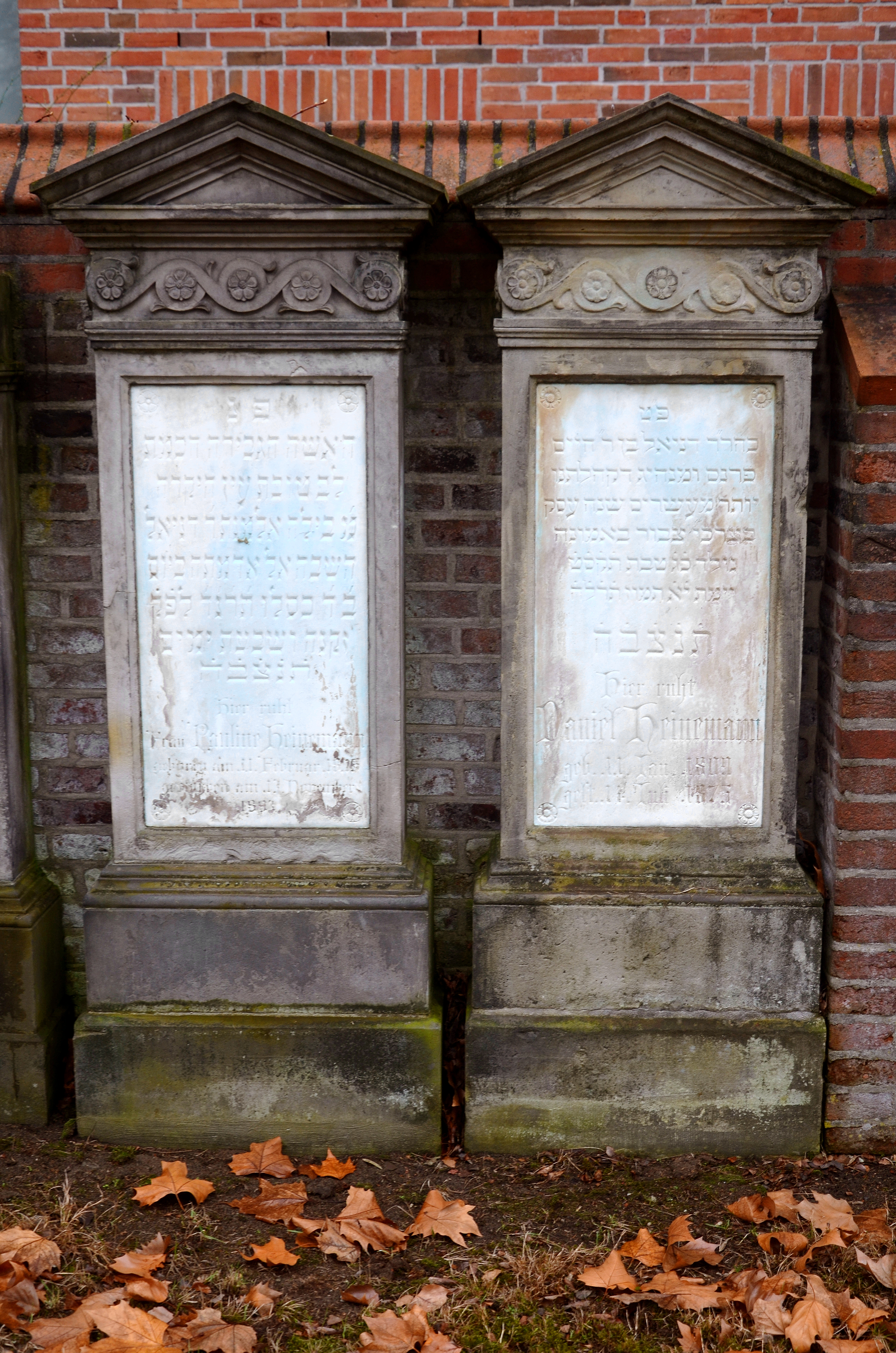
Denkmalgeschützte Grabsteine mit den Lebensdaten von Pauline und Daniel Heinemann auf dem Jüdischen Friedhof An der Strangriede in Hannover

Geboren zur Zeit des Königreichs Westphalen, hatte Daniel Heinemann, gemeinsam mit seiner Ehefrau Pauline, geborene Benfey, ein „israelitisches Waisenhaus für Mädchen“ gestiftet und war 1863 zum Vorsteher der jüdischen Gemeinde Hannovers gewählt worden, die sich seinerzeit noch regelmäßig in der Calenberger Neustadt im Vorgängerbau der Neuen Synagoge an der Bergstraße versammelte. Heinemann stand somit unter anderem regelmäßig in direkter Kommunikation mit dem Landrabbiner Samuel Meyer.
Ebenfalls 1863 ließ sich Heinemann das nach ihm benannte Haus Heinemann durch den Baurat Edwin Oppler an der damaligen Georgstraße 28 errichten. Laut dem Adreßbuch der Königlichen Residenz-Stadt Hannover von 1868 betrieb der Hoflieferant in dem repräsentativen Geschäftsneubau an der Ecke zur Bahnhofstraße eine „Seiden-, Manufaktur-, Modewaren-, Möbelstoff- und Teppichhandlung“.
Im Jahr zuvor war Daniel Heinemann – als Vertreter des „Steintor-Distrikts“ – 1867 in das hannoversche Bürgervorsteherkollegium gewählt worden. Er war damit – nach Michael Abraham Behrens – der zweite Jude in der Geschichte der Stadt Hannover, dem ein solcher „Aufstieg unter die Honoratioren“ der Stadt gelungen war. Allerdings hatten beide Persönlichkeiten zuvor notwendigerweise das Bürgerrecht der Stadt Hannover durch Zahlung des Bürgergewinngeldes erwerben müssen.
Daniel Heinemanns Grabstein findet sich an einer Außenmauer des Jüdischen Friedhofs An der Strangriede.